# Ante Tokić
Ante Tokić (* 15. November 1993 in Zagreb, Kroatien) ist ein kroatischer Handballspieler.

## Spielerkarriere
Tokić begann seine Karriere bei HC Medveščak Zagreb in Kroatien, ehe er 2014/15 zu RK Varteks Varaždin wechselte. Mit dem Team aus Varaždin sammelte Tokić, in den Qualifikationsrunden des EHF-Pokal, erstmals Erfahrung in einem internationalen Bewerb. 2017/18 und 2018/19 lief der Linkshänder für HC Metalurg Skopje auf. In den zwei Jahren bei den Mazedoniern nahm Tokić an der EHF Champions League teil. 2019/20 wurde der Rechtsaußen vom ThSV Eisenach für die 2. Handball-Bundesliga verpflichtet. Nachdem er sich 2022/23 mit Eisenach den zweiten Platz und damit den Aufstieg in die Handball-Bundesliga gesichert hatte, wechselte Tokić ab 2023/24 zum Alpla HC Hard in die HLA Meisterliga.

## Sonstiges
Tokic spielte bereits 2014/15 und 2015/16 bei RK Varteks Varaždin mit Ivan Horvat in einem Team, ehe sich ihre Wege ab 2023/24 beim Alpla HC Hard wieder kreuzten.

## Saisonstatistik

### HLA Meisterliga
| Saison    | Verein        | Spielklasse     | Spiele | Tore | 7-Meter        | Feldtore |
| --------- | ------------- | --------------- | ------ | ---- | -------------- | -------- |
| 2023/24   | Alpla HC Hard | HLA Meisterliga | 030    | 207  | 59/68          | 148      |
| 2024/25   | Alpla HC Hard | HLA Meisterliga | 028    | 184  | 50/61          | 134      |
| 2023–2025 | gesamt        | HLA Meisterliga | 058    | 391  | 109/129 (84 %) | 282      |